# كريستيان غارتنر
كريستيان غارتنر (بالألمانية: Christian Gartner)‏ (3 أبريل 1994 في النمسا - ) هو لاعب كرة قدم نمساوي في مركز الوسط. شارك مع منتخب النمسا تحت 17 سنة لكرة القدم ومنتخب النمسا تحت 18 سنة لكرة القدم ومنتخب النمسا تحت 19 سنة لكرة القدم ومنتخب النمسا لكرة القدم. أما مع النوادي، فقد لعب مع فورتونا دوسلدورف ونادي ماترسبرغ.

## وصلات خارجية
- كريستيان غارتنر على موقع قاعدة بيانات كرة القدم.إي يو (الإنجليزية)
- كريستيان غارتنر على موقع Soccerway.com (الإنجليزية)
- كريستيان غارتنر على موقع عالم كرة القدم.نت (الإنجليزية)